# Nélson Monte
Nélson Macedo Monte (Vila do Conde, 30 luglio 1995) è un calciatore portoghese, difensore dell'Almería.

## Caratteristiche tecniche
È un difensore centrale.

## Carriera

### Club
Ha giocato nella prima divisione portoghese ed in quella ucraina.

### Nazionale
Ha partecipato ai Mondiali Under-20 del 2015.